# Herman Charles Bosman
Herman Charles Bosman (5. února 1905 Kuils River - 14. října 1951 Edenvale) byl jihoafrický spisovatel a novinář. Proslul jako autor krátkých humorných povídek ze života búrských venkovanů. Používal také pseudonym Herman Malan. 
Vystudoval pedagogickou školu v Johannesburgu a pracoval jako učitel ve vesnici Groot Marico v západním Transvaalu. V roce 1926 zastřelil v hádce svého nevlastního bratra a byl odsouzen k trestu smrti, který byl později změněn na deset let těžkého žaláře. Po propuštění odjel do Londýna. V roce 1939 se vrátil do Jižní Afriky a věnoval se žurnalistické činnosti, redigoval deník Sunday Express a literární časopisy Touleier a The New Sjambok. V roce 1947 vydal své první knihy, sbírku povídek Mafeking Road a román Jacaranda in the Night. Napsal také divadelní hru Cold Stone Jug, v níž zpracoval svoji zážitky z vězení. Přeložil do afrikánštiny básně Omara Chajjáma. Proslul jako pamětník starého Johannesburgu a organizátor bohémských večírků, zemřel ve věku 46 let na srdeční zástavu.
Bosmanův styl psaní byl inspirován především Markem Twainem. Vytvořil postavu rázovitého farmáře jménem Oom Schalk Lourens, s ironií i naivitou komentujícího veškeré dění kolem sebe. Jeho dílo bylo doceněno až po smrti, kdy se v jihoafrické společnosti objevila nostalgie po průkopnických časech a populárním představitelem Schalka Lourense se stal herec Patrick Mynhardt. Valerie Rosenbergová o Bosmanovi napsala úspěšné životopisné knihy Sunflower to the Sun a Between the Lines. V češtině vyšel výbor z jeho tvorby pod názvem Pětilibrová bankovka (Dauphin 2014, přeložil Milan Orálek). 